# Carew (pays de Galles)
Pour les articles homonymes, voir Carew.
Carew (en anglais) ou Caeriw (en gallois) est un village et une communauté du Pembrokeshire, au pays de Galles.

## Géographie
Carew est situé dans le sud du Pembrokeshire, sur un bras de l'estuaire de Milford Haven, à 6 km au nord-est de la ville de Pembroke. Le chef-lieu du Pembrokeshire, Haverfordwest, se trouve à une quinzaine de kilomètres au nord-ouest.
La communauté de Carew comprend aussi les villages et hameaux de Carew Cheriton (cy), Carew Newton (cy), Milton (cy), Redberth (cy), Sageston (cy), West Williamston (cy) et Whitehill. Elle est traversée par la route A477 (en), qui passe au sud du village de Carew proprement dit.

## Politique
Les communautés de Carew et Jeffreyston forment un ward (district électoral) qui élit un des 60 membres du conseil de comté du Pembrokeshire (en). Lors des élections locales de 2022, le siège de Carew and Jeffreyston est remporté par la candidate indépendante Vanessa Thomas.
Pour les élections à la Chambre des communes, Carew appartient à la circonscription de Mid and South Pembrokeshire depuis les élections générales de 2024.
Pour les élections au Parlement gallois, Carew est rattachée à la circonscription de Carmarthen West and South Pembrokeshire.

## Démographie
Au recensement de 2011, la communauté de Carew comptait 1 532 habitants.
| 1801 | 1811 | 1821 | 1831  | 1841  | 1851 |
| ---- | ---- | ---- | ----- | ----- | ---- |
| 871  | 911  | 975  | 1 020 | 1 056 | 991  |

| 1881 | 1891 | 1901 | 1911 | 1921 | 1931 |
| ---- | ---- | ---- | ---- | ---- | ---- |
| 933  | 720  | 692  | 712  | 756  | 718  |

| 1951 | 1961 | 1971 | 1981 | 1991 | 2001 |
| ---- | ---- | ---- | ---- | ---- | ---- |
| 763  | 676  | 681  | ?    | ?    | ?    |

| 2011  | - | - | - | - | - |
| ----- | - | - | - | - | - |
| 1 532 | - | - | - | - | - |

## Culture locale et patrimoine
Carew comprend quatre monuments classés de grade I : son château, son église, une ancienne chapelle mortuaire et une croix de pierre médiévale
Le château de Carew est édifié sur un promontoire rocheux qui surplombe l'estuaire de Milford Haven, à l'ouest du village. Il est fondé au début du XIIe siècle par le seigneur anglo-normand William de Carew, petit-fils de Gérald de Windsor, avant d'être reconstruit à la fin du XIIIe siècle par Nicholas de Carew suivant le modèle des châteaux fondés dans le Gwynedd par le roi anglais Édouard Ier. Sous la maison Tudor, il est racheté par Rhys ap Thomas, qui en réaménage l'intérieur en profondeur. Il repasse ultérieurement à la famille Carew, dont les descendants en sont encore propriétaires au début du XXIe siècle, même si la gestion du site est assurée par le Parc national côtier du Pembrokeshire.
L'église paroissiale (en), dédiée à Marie, se trouve dans le hameau de Carew Cheriton, à quelques centaines de mètres au sud du village. Elle remonte au XIVe siècle, avec des modifications substantielles apportées au XVe siècle ; sa tour, particulièrement imposante, pourrait avoir été ajoutée sur l'impulsion de Rhys ap Thomas. De nouveaux travaux d'importance ont lieu au XIXe siècle. L'ancienne chapelle mortuaire (en), située dans le cimetière de l'église, date elle aussi du XIVe siècle. Elle est utilisée comme salle de classe pendant plus de deux siècles, de 1625 au plus tard jusqu'à la construction d'une école en 1872.
La croix de Carew (en) se trouve en bord de route au cœur du village. C'est une croix celtique de 4 m de haut composée de deux pierres distinctes. Elle est décorée de motifs abstraits et porte une inscription qui commémore vraisemblablement le prince Maredudd ab Edwin (cy), qui règne sur le Deheubarth aux côtés de son frère Hywel de 1033 à sa mort, en 1035. La croix daterait donc du début du XIe siècle.

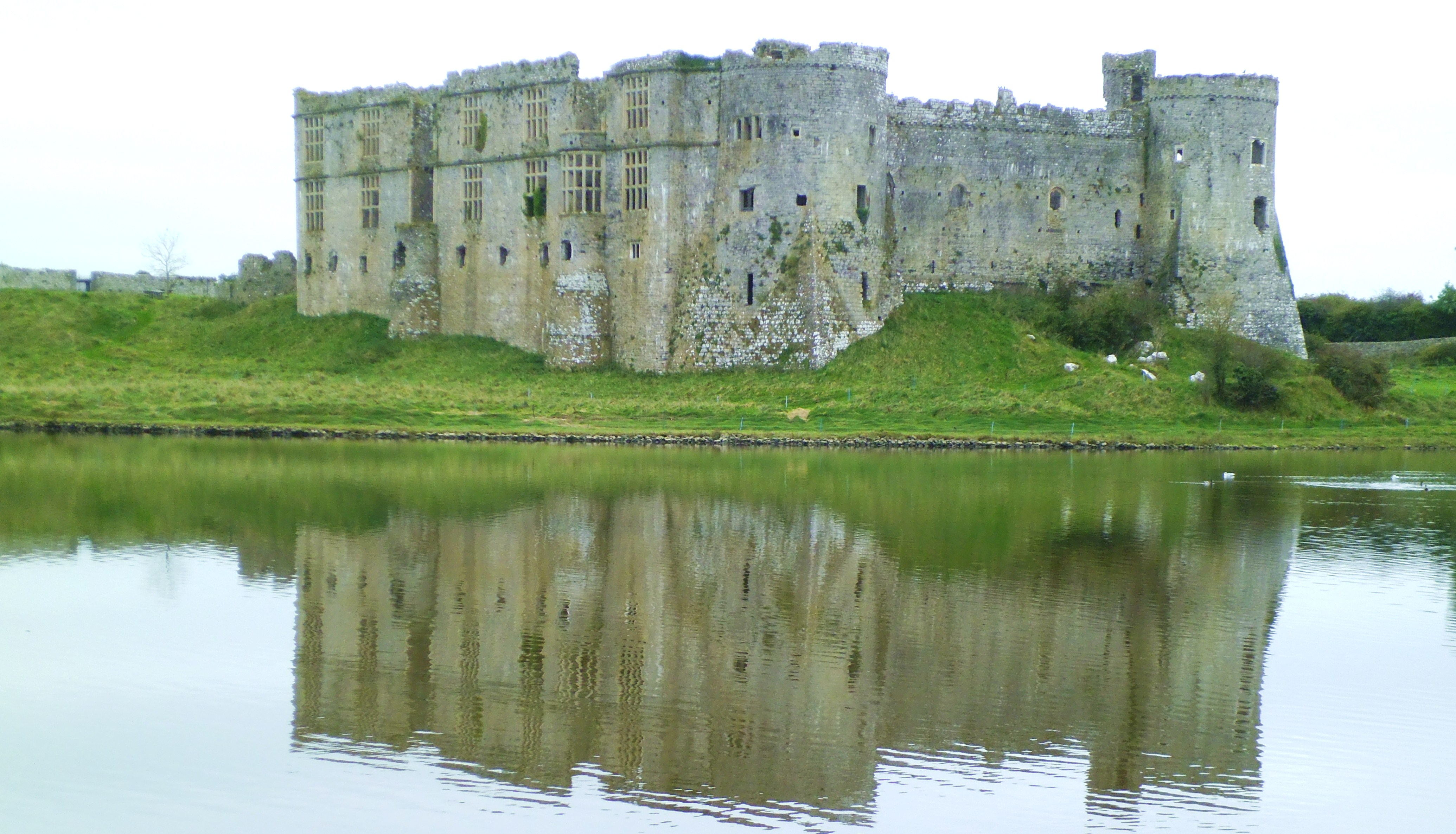
Le château de Carew.
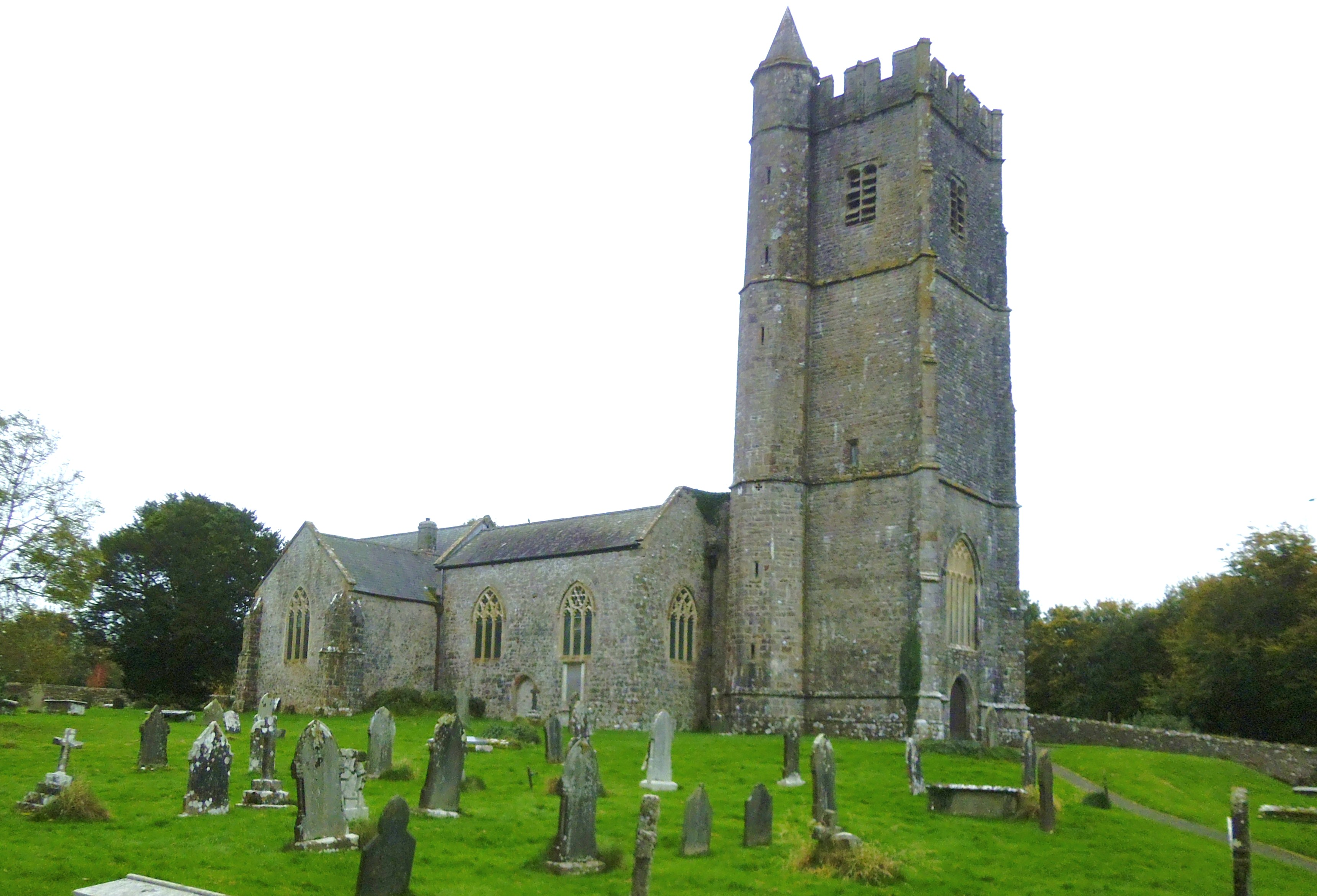
L'église Sainte-Marie (en).
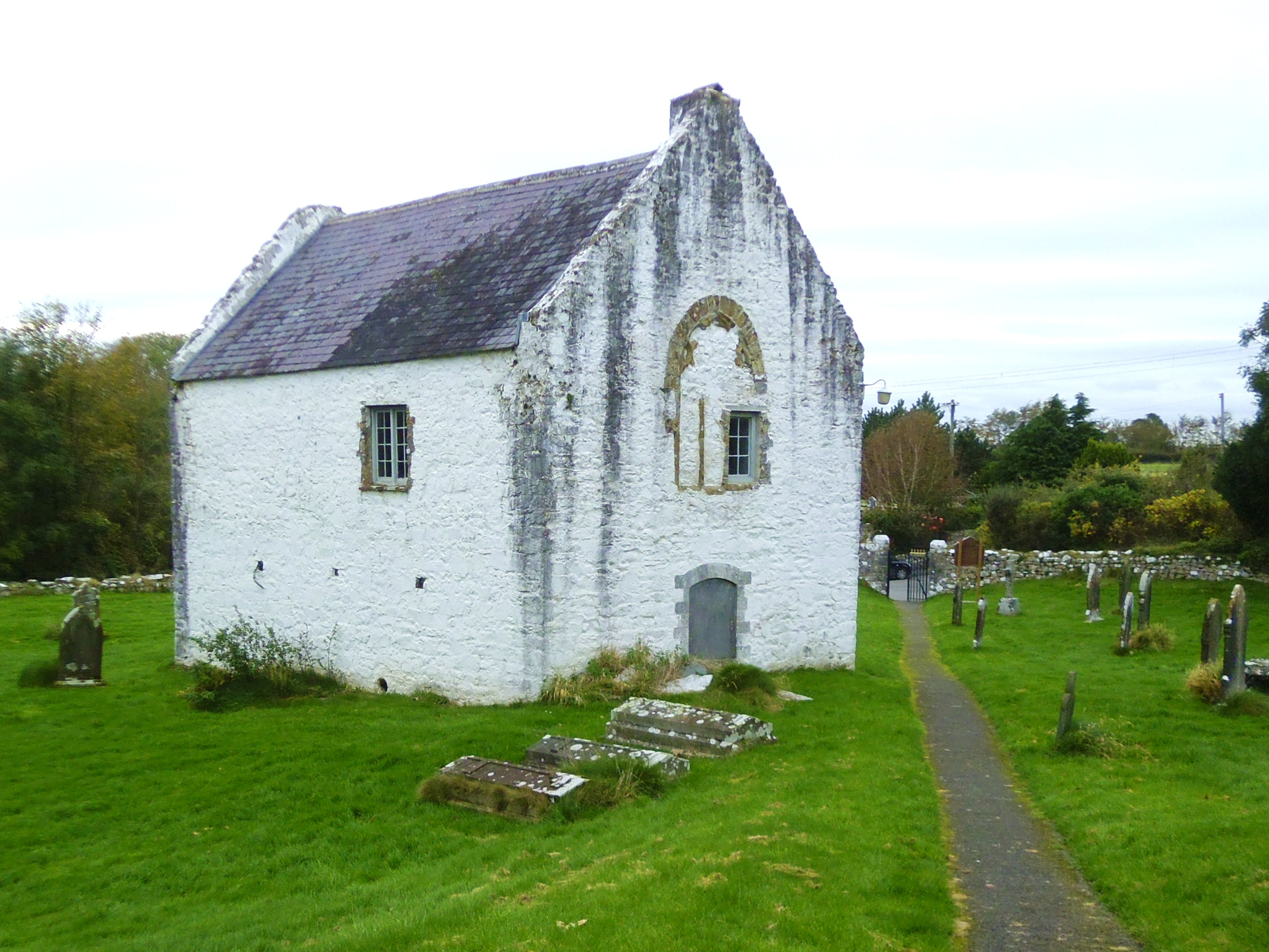
L'ancienne chapelle mortuaire (en).
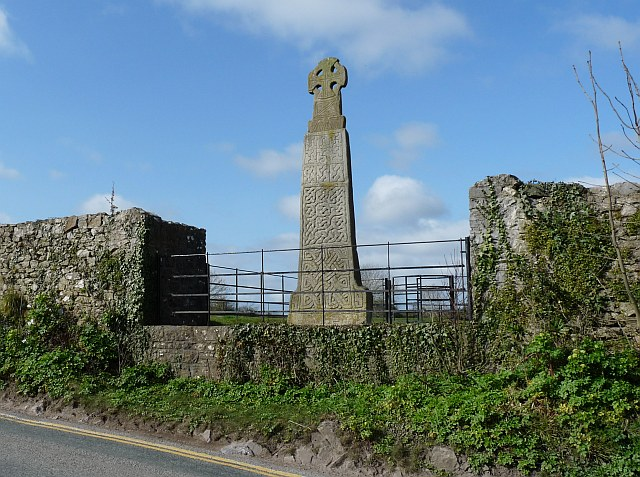
La croix de Carew (en).